# Списак ликова из филмског серијала Страва у Улици брестова
Ликови филмског серијала Страва у Улици брестова, од креатора Веса Крејвена, суочавају се са серијским убицом Фредом Кругером. Након што су га родитељи деце из Улице брестова спалили, он се враћа у сновима њихове деце како би им се светио, а уколико некога убије у сну, мртав је стварно. На крају последњег, 7. наставка, Ненси Томпсон ће га ипак савладати и уништити. Серијал осим оригиналног филма из 1984. обухвата још 6 наставака, 1 преднаставак и 1 римејк.

## Главни ликови
| Лик            | Страва у Улици брестова 1 (1984) | Страва у Улици брестова 2: Фредијева освета (1985) | Страва у Улици брестова 3: Ратници снова (1987) | Страва у Улици брестова 4: Господар снова (1988) | Страва у Улици брестова 5: Дете снова (1989) | Страва у Улици брестова 6: Фреди је мртав (1991) | Страва у Улици брестова 7: Нови и последњи кошмар (1994) | Фреди против Џејсона (2003) | Римејк (2010)  |
| -------------- | -------------------------------- | -------------------------------------------------- | ----------------------------------------------- | ------------------------------------------------ | -------------------------------------------- | ------------------------------------------------ | -------------------------------------------------------- | --------------------------- | -------------- |
| Фреди Кругер   | Роберт Инглунд                   | Роберт Инглунд                                     | Роберт Инглунд                                  | Роберт Инглунд                                   | Роберт Инглунд                               | Роберт Инглунд                                   | Роберт Инглунд                                           | Роберт Инглунд              | Џеки Ерл Хејли |
| Ненси Томпсон  | Хедер Лангенкамп                 | споменута                                          | Хедер Лангенкамп                                | споменута                                        |                                              | флешбек                                          | Хедер Лангенкамп                                         | Хедер Лангенкамп            | Руни Мара      |
| Аманда Кругер  |                                  |                                                    | Нан Мартин                                      |                                                  | Бијатрис Бипл                                |                                                  |                                                          |                             |                |
| Доналд Томпсон | Џон Саксон                       |                                                    | Џон Саксон                                      |                                                  |                                              |                                                  | Џон Саксон (камео)                                       |                             |                |
| Кристин Паркер |                                  |                                                    | Патриша Аркет                                   | Тјуздеј Најт                                     |                                              |                                                  |                                                          |                             |                |
| Алиса Џонсон   |                                  |                                                    |                                                 | Лиса Вилкокс                                     | Лиса Вилкокс                                 |                                                  |                                                          |                             |                |
| Глен Ланц      | Џони Деп                         | споменут                                           |                                                 |                                                  |                                              | Џони Деп (камео)                                 |                                                          |                             | Кајл Галнер    |
| Марџ Томпсон   | Рони Блакли                      | споменута                                          | споменута                                       |                                                  |                                              |                                                  | споменута                                                |                             | Кони Бритон    |
| Џеси Волш      |                                  | Марк Патон                                         |                                                 |                                                  |                                              |                                                  |                                                          |                             |                |
| Меги Бароус    |                                  |                                                    |                                                 |                                                  |                                              | Лиса Зејн                                        |                                                          |                             |                |
| Тина Греј      | Аманда Вис                       | споменута                                          |                                                 |                                                  |                                              |                                                  | Аманда Вис (камео)                                       |                             | Кејт Касиди    |
| Роналд Кинкејд |                                  |                                                    | Кен Саџес                                       | Кен Саџес                                        |                                              |                                                  |                                                          |                             |                |
| Џој Крузел     |                                  |                                                    | Рудни Истман                                    | Рудни Истман                                     |                                              |                                                  |                                                          |                             |                |
| Дилан Портер   |                                  |                                                    |                                                 |                                                  |                                              |                                                  | Мико Хјуз                                                |                             |                |
| др Нил Гордон  |                                  |                                                    | Крејг Восон                                     |                                                  |                                              |                                                  |                                                          |                             |                |
| Ден Џордан     |                                  |                                                    |                                                 | Дени Хасел                                       | Дени Хасел                                   |                                                  |                                                          |                             |                |
| Џејсон Ворхис  |                                  |                                                    |                                                 |                                                  |                                              |                                                  |                                                          | Кен Кирзингер               |                |

## Страва у Улици брестова 1

### Ненси Томпсон
- Тумачила: Хедер Лангенкамп
- Појављивања: Страва у Улици брестова 1, Страва у Улици брестова 3: Ратници снова, Страва у Улици брестова 7: Нови и последњи кошмар
- Статус: Жива

Ненси Томпсон је главна протагонисткиња ове филмске франшизе. У последњем, 7. делу, убила је Фредија Кругера и остала једино преживело дете из Улице брестова.

### Фреди Кругер
- Тумачио: Роберт Инглунд
- Појављивања: Страва у Улици брестова 1, Страва у Улици брестова 2: Фредијева освета, Страва у Улици брестова 3: Ратници снова, Страва у Улици брестова 4: Господар снова, Страва у Улици брестова 5: Дете снова, Страва у Улици брестова 6: Фреди је мртав, Страва у Улици брестова 7: Нови и последњи кошмар, Фреди против Џејсона, Римејк из 2010.
- Статус: Мртав

Фред "Фреди" Кругер је главни антагониста ове филмске франшизе. Својим ножевима, које носи фиксиране на рукавици, монструозно је убио преко 20 деце из Улице брестова. Бесни родитељи су се скупили и одлучни у томе да му пресуде, спалили су га до смрти. Међутим он се враћа у сновима њихове деце где их прогања и убија, а ако их убије у сну мртви су стварно. Ипак Ненси Томпсон ће га савладати у својим сновима и уништити.

### Доналд Томпсон
- Тумачио: Џон Саксон
- Појављивања: Страва у Улици брестова 1, Страва у Улици брестова 3: Ратници снова, Страва у Улици брестова 7: Нови и последњи кошмар (камео)
- Статус: Мртав

Доналд "Дон" Томпсон један је од родитеља из Улице брестова, који су спалили Фредија Кругера. Отац је главне протагонисткиње, Ненси Томпсон, и бивши муж Марџ Томпсон. Након убиства Фредија, Доналд и Марџ су се развели, а Ненси је остала да живи са мајком. Дон је полицајац у Спрингвуду и водио је истрагу о убиству Ненсине другарице, Тине Греј. Трудио се да држи своју ћерку подаље од тога и никада јој није веровао да је Фреди заиста одговоран за то. Исто као и Марџ наговарао ју је да спава и убеђивао да је Фреди Кругер само плод њене маште. Након што је Фреди убио Марџ, када га је Ненси извукла из свог сна, Дон је са Ненси продао њихову кућу, јер она више ту није могла да живи. Тим новцем Ненси је купила себи нову кућу и одселила се далеко из Спрингвуда, тако прекинувши сваки контакт са оцем.
Након првог дела Дон се појавио и у Страва у Улици брестова 3: Ратници снова. Након пуно година Ненси је поново ступила у контакт са оцем, само да би јој рекао где су сакривени посмртни остаци Фредија Кругера. Иако прво није желео то да уради, др Нејл Гордон му је објаснио важност тога и Дон је ипак одлучио да му покаже где су скривени остаци. Када је Фреди осетио да неко жели да сахрани његове посмртне остатке, а самим тим и уништи га, пребацио се у стварни свет и после кратке борбе убио Дона.
У филму Страва у Улици брестова 4: Господар снова на кратко је приказан његов надгробни споменик, који му је подигла његова ћерка Ненси, а поред тога подигла је споменик и себи, како би заварала Фредија и убедила га да ју је убио оне ноћи у Кристинином сну.
Његов лик је накратко приказан и у филму Страва у Улици брестова 7: Нови и последњи кошмар. Пошто се филм у неким сценама преклапа са стварним светом (са друге стране екрана), у кући глумице Хедер Лангенкамп на ТВ-у је кратко приказана сцена у којој Ненси разговара преко телефона са Доном. Глумац који је тумачио Донов лик се такође често појављује у овом филму.

### Марџ Томпсон
- Тумачила: Рони Блакли
- Појављивања: Страва у Улици брестова 1
- Статус: Мртва

Марџ Томспон мајка је главне протагонисткиње, Ненси Томпсон. И она је као и њен бивши супруг, Доналд, била међу родитељима који су спалили Фредија Кругера. Имала је проблема са алкохолом и њена ћерка јој је стално пребацивала за то. И поред тога, Марџ је била веома брижна мајка, забринута за своју ћерку. У почетку је убеђивала Ненси да су све то њене измишљотине, али када је схватила да се Фреди вратио, охрабривала ју је, говорећи јој да је велики борац и да не сме да одустане. Марџ је лично одузела Фредију његову рукавицу са ножевима и сакрила је у котлу њихове куће. Када је испричала Ненси шта се све дешавало извадила је рукавицу и показала јој је. У сцени када Ненси заспи у кади, а Фреди покуша да је удави, Марџ спасава своју ћерку, разваливши врата жарачем и пробудивши је. Када је Ненси извукла Фредија из сна, у дугој борби за живот, неочекивано је страдала и Марџ. У том тренутку она је спавала и није знала шта се дешава, па је Фреди искористио прилику и убио је. Ненси је покушала да спасе своју мајку, али било је већ касно.
У наредним филмовима Марџ се само спомиње.
У римејку из 2010. њен лик је еквивалентан лику Гвен Холбрук.

### Глен Ланц
- Тумачио: Џони Деп
- Појављивања: Страва у Улици брестова 1, Страва у Улици брестова 6: Фреди је мртав (камео)
- Статус: Мртав

Глен Ланц био је дечко Ненси Томпсон и 3. жртва Фредија Кругера откако је постао демон снова. Он је годину дана старији од Ненси (има 17. година), живи преко пута ње и иду у исту средњу школу. Иако је воли и већ дуго су у вези ни он јој не верује да је Фреди убио њихове пријатеље, Тину и Рода. И поред тога одлучио је да јој помогне и договорили су се да је једне ноћи чека тачно у поноћ испред врата, а она ће тада извући Фредија из сна и онда би се њих двоје заједно борили против њега. На крају тог разговора, Ненси је рекла Глену једну од најпознатијих реченица из филма: Шта год радио, немој заспати! Ипак Глен је није послушао и заспао је те ноћи. Пре него што је напао Глена, Фреди је позвао Ненси преко телефона, рекао јој Ја сам твој дечко, сада, Ненси. и покушао да је пољуби. Ненси је одмах схватила да ће Фреди покушати да убије Глена, па га је позвала, како би га пробудила. Међутим јавио се Гленов отац, који још одавно није подносио Ненси и није желео да његов син буде у вези са њом, па зато и није хтео да је саслуша. Одједном је Фреди почео да вуче Глена кроз рупу, избушену у његовом кревету и када је Гленова мајка ушла у собу, јер је зачула Гленово запомагање, из те рупе је у виду гејзира почела да тече Гленова крв. Глен је био мртав и нико није могао да схвати ко би урадио овако монструозан злочин, нико осим Ненси. Када је одлучила да заспи и избори се са Фредијем, Ненси је нашла Гленове слушалице у сну. На крају дуге борбе, у којој је страдала и Ненсина мајка, Ненси се у очају сетила да јој је Глен једном приликом рекао да уколико људи са Балија (они имају развијен читав систем сањања) сањају монструма, само требају да му окрену леђа и себе увере у то да он не постоји. Управо тако је Ненси победила Фредија и одузела му сву енергију.
Из филма се сазнаје да је Глен спортиста и да не верује ни у какве натприродне појаве, контролисање снова, сујеверје, па ни у Фередија, барем у почетку.
У филму Страва у Улици брестова 2: Фредијева освета, из Ненсиног дневника сазнаје се шта је Ненси мислила о Глену и колико га је волела.
А у Страви у Улици брестова 6: Фреди је мртав, Глен се појављује на кратко, у сну Спенсера Луиса, где објашњава зашто људи не би требало да користе дрогу.
У римејку из 2010. његов лик је еквивалентан лику Квентина Смита.

### Тина Греј
- Тумачила: Аманда Вис
- Појављивања: Страва у Улици брестова 1, Страва у Улици брестова 7: Нови и последњи кошмар (камео)
- Статус: Мртва

Кристина "Тина" Греј била је прва жртва серијског убице, Фредија Кругера, откако је постао демон снова. Прва се приказује у филму, у својој ноћној мори, где Фреди покушава да је убије. Ипак Тину буди њен сопствени врисак и она узима свој крст са разапетим Христом, чега се иначе Фреди плаши, да се помоли. Потом долази њена мајка са својим љубавником и наређује Тини да престане да сања такве снове и тако их све узнемирава. Тина је била Ненсина најбоља другарица. Била је годину дана млађа од ње (имала је 15 година), ишла у исту средњу школу и живела у истој улици. Тину још више узнемирује то када чује да и Ненси сања истог монструма, а потом и њен дечко, Род. 
Једне ноћи Тинина мајка је отишла на путовање, па су Ненси и Глен дошли да буду са Тином, убрзо је пристигао и Тинин дечко, Род, са ким она проводи ноћ. Та ноћ била је и Тинина последња. У својој последњој ноћној мори, Фреди поново јури Тину, она је испред куће и моли Ненси да јој отвори врата, али, у међувремену је стиже Фреди и након кратке борбе он је расече својим ножевима. Тинина смрт је проглашена за једну од најбољих у франшизи. За њено убиство окривљен је њен дечко, Род Лејн, кога такође Фреди убија у затвору.
Након смрти Тина се појављује у Ненсиним сновима. Приказана је у мртвачкој врећи, како плаче крв и дозива Ненси да јој помогне. Такође Фреди је једном приликом искористио маску са Тининим ликом, у намери да превари Ненси, али му није пошло за руком.
У другом филму, Тина се само спомиње, док у 7. има камео улогу исто као и Доналд Томпсон приказана је на ТВ-у у сцени у којој дозива Ненси да јој помогне.

### Род Лејн
- Тумачио: Ник Кори
- Појављивања: Страва у Улици брестова 1
- Статус: Мртав

Род Лејн био је дечко Тине Греј и пријатељ Ненси Томпсон и Глена Ланца. Такође он је друга жртва Фредија Кругера откако је постао демон снова. На почетку филма Род има 17 година. На његову несрећу провео је ноћ са својом девојком, Тином, када ју је Фреди убио. Пошто је Род био једини са њом у соби, а и претходних дана није био у најбољим односима са Тином, окривљен је за њено убиство. Побегао је кроз прозор, али га је полиција ухватила наредног дана, када је покушао да наговори Ненси да му помогне. Пре Тинине смрти рекао јој је да и он има ноћне море. Ненси је често обилазила Рода у затвору и желела је да му помогне, јер је знала да то није урадио он, већ Фреди, али то је било немогуће доказати. Неколико ноћи касније Ненси у свом сну види да ће Фреди покушати да убије Рода у затвору, па одмах са Гленом оде у полицијску станицу. Ипак закаснила је само неколико секунди и Фреди је обесио Рода чаршафом са његовог кревета, тако да изгледа да се сам убио. Ненси је знала ко је одговоран за то, али поново није имала никаквих доказа. На крају филма Род се, заједно са Тином, Гленом, и Марџ Томпсон, појављује у Ненсином сну. Она сања да их је спасла од Фредија и да као некада иду заједно у школу. Одједном врата и прозори на колима се затворе и филм се завршава Ненсиним вриском и Фредијевим смехом, што наговештава да га Ненси ипак није коначно победила на крају 1. филма.
У римејку из 2010. његов лик еквивалентан је лику Џесија Брауна.

## Страва у Улици брестова 2: Фредијева освета

### Џеси Волш
- Тумачио: Марк Патон
- Појављивања: Страва у Улици брестова 2: Фредијева освета
- Статус: Непознато

Џеси Волш је главни протагониста другог дела франшизе, који носи назив Фредијева освета. Има 18 година, студент је и са својим оцем, Кеном, мајком, Черил, и сестром Анџелом живи у некадашњој кући Ненси Томпсон. Прошло је 5 година откако је Ненси одузела Фредију сву енергију и одлучила да прода кућу, одсели се и заборави на све што јој се десило у Улици брестова. У њеној некадашњој соби, сада је Џеси. Већ првих ноћи Џеси је имао страшне ноћне море. Сањао је да његовим школским аутобусом управља Фреди и да падају са литице. Временом Фреди утиче на Џесијев мозак и опседа га, с намером да контролишући Џесија настави са својим убиствима док потпуно не поврати енергију. Фреди је тако натерао Џесија да убије свог тренера бејзбола, Шнајдера, пријатеља Рона, а једном приликом је покушао да га наговори да убије и сестру Анџелу, али се Џеси ипак освестио на време. Џеси са својом девојком Лисом проналази у својој садашњој, а некадашњој соби Ненси Томпсон, њен дневник у коме сазнаје како треба да се бори против Фредија. Уз Лисину велику помоћ Џеси успева на крају да се избори са Фредијем, али само привремено. На крају филма Фреди се поново враћа и напада Џесија и Лису излазећи из њихове другарице Кери. Филм се завршава пре него што Фреди убије Џесија и Лису, теко да њихове судбине остају непознате до краја, мада с обзиром на то да се Џеси не појављује нити у једном наставку, нити у једном стрипу насталом по узору на филм, Фреди је ипак највероватније успео да убије њега и Лису.

### Лиса Вебер
- Тумачила: Ким Мајерс
- Појављивања: Страва у Улици брестова 2: Фредијева освета
- Статус: Непознато

Лиса Вебер секундарна је протагонисткиња филма Страва у Улици брестова 2: Фредијева освета, после свог дечка Џесија Волша. И она, као и Џеси има 18 година и започиње романтичну везу са њим откако се пресели у њен комшилук. Сво слободно време у школи проводи са најбољом другарицом, Кери, Џесијем и његовим другом, Роном. Џеси јој се поверава за све што му се дешава у вези Фредија Кругера и једнога дана, док му је помагала у поспремању собе, Лиса проналази дневник Ненси Томпсон. Однела га је код себе кући, како би га проучила и помогла Џесију да се избори са Фредијем. На журци коју је организовала код своје куће, Лиса, ако и сви присутни бивају нападнути од стране Фредија, који излази из Џесија. Ипак Фреди не може да је убије због Џесијеве љубави према Лиси. Лиса скупља храбрости, прилази Фредију и пољуби га након чега се он сам од себе запали и истопи, а Џеси се поново враћа. На крају филма Фреди излази из Лисине другарице, Кери, напада Лису и Џесија, али пре сцене њихове смрти филм се завршава, па тако њена, као и Џесијева, судбина остаје непозната до краја. Ипак с обзиром на то да се ни Џеси ни Лиса не појављују ни у једном од наредних наставака или стрипова написаним по узору на филм, Фреди је највероватније успео да их убије.

### Рон Грејди
- Тумачио: Роберт Раслер
- Појављивања: Страва у Улици брестова 2: Фредијева освета
- Статус: Мртав

Рон Грејди је највећи ривал Џесија Волша, али и поред тога што се често свађају Џеси му се поверава и говори све што му се десило у вези Фредија. Џеси од Рона по први пут сазнаје чија је заправо била његова садашња кућа. Рон му говори да је једна девојка (мислећи на Ненси Томпсон) полудела у његовој соби, док је кроз прозор гледала како јој неки монструм убија дечка у кући преко пута, а потом и мајку. Џеси се ускоро уверио да Ненси није била луда и да Фреди заиста постоји, па када је осетио да ће га Фреди натерати да поново убије неког, отишао је код Рона и замолио га да пази док он спава. Рон је у почетку одлучио да га послуша и није заспивао, али убрзо је одустао и заспао. Фреди је искористио прилику и натерао Џесија да убије Рона.

### Кери Хелман
- Тумачила: Сидни Волш
- Појављивања: Страва у Улици брестова 2: Фредијева освета
- Статус: Мртва

Кери Хелман била је најбоља другарица Лисе Вебер и такође се дружила са Џесијем Волшом и Роном Грејдијем. Кери се углавном појављује заједно са Лисом у сценама у школи или на журци код Лисине куће. Видела је да је Лиса поприлично збринута за Џесија и више пута ју је питала да јој објасни шта се то дешава са Џесијем, али ни сама Лиса то није знала. Керин лик добија праву важност на крају филма. Након што су Лиса и Џеси мислили да су уништили Фредија, он је опседнуо Кери и у последњој сцени, након што је и сама Кери рекла Џесију да се сада смири, јер је све готово, Фреди излази из ње, убивши је и филм се завршава са Џесијевом и Лисином вриском, наговештавајући и њихову трагичну судбину.

### Тренер Шнајдер
- Тумачио: Маршал Бел
- Појављивања: Страва у Улици брестова 2: Фредијева освета
- Статус: Мртав

Тренер Шнајдер прва је жртва Фредија Кругера у другом делу франшизе. Он је професор физичког у спрингвудској гимназији и сваки час је кажњавао Џесија Волша и Рона Грејдија због разних прекршаја. Једне ноћи Џеси, након страшних ноћних мора одлази да се прошета, како не би заспао и због кише се склања у један ноћни клуб. То је био садомазохистички клуб и Шнајдер га угледа ту и потом натера да оде са њим у школу где га кажњава трчањем. Ствари у Шнајдеровој канцеларији почињу да лете и гађају га, Фреди опседа Џесија и натера га да убије Шнајдера. Џеси је побегао, па је Шнајдерово убиство остало неразјашњено. Неколико дана касније Џеси је признао његовој девојци Лиси, а потом и другу Рону, да је убио Шнајдера.

## Страва у Улици брестова 3: Ратници снова

### Аманда Кругер
- Тумачиле: Нан Мартин и Бијатрис Бипл
- Појављивања: Страва у Улици брестова 3: Ратници снова, Страва у Улици брестова 5: Дете снова
- Статус: Мртва

Аманда Кругер је мајка серијског убице Фредија Кругера и појавила се као дух у 2 филма. Иако му је мајка, Аманда, покушава да помогне Фредијевим жртвама и уништи га. Она сматра да је рођење њеног сина проклетство од Бога за читаво човечанство и једна је од ретких особа, којих се Фреди плаши.
Аманда је рођена 1907. у Спрингвуду. Била је часна сестра и помагала је у психијатријској болници Хетвеј Хаус, због тога је још позната и под именом Сестра Хелена. Због непажње њених сарадника остала је закључана током празника са 100 лудака у соби. Силовали су је стотину пута и када су је људи који раде у болници пронашли била је једва жива, али и трудна. Дете које је родила било је Фреди, због тога га зову и Копиле стотину манијака. Када је сазнала шта њен син ради, Аманда више није могла да издржи и обесила се у једној од тајних соба болнице, па њено тело није пронађено.
У 3. делу франшизе - Ратници снова Аманда се појављује као дух, неколико пута пред др Нилом Гордоном и представља му се као сестра Хелена. Помагала је ратницима снова да униште Фредија и др Нејлу рекла шта тачно треба да ураде - да нађу Фредијеве посмртне остатке и сахране их на тлу попрсканом светом водом. Они су тако и урадили, а Фреди је био уништен (само привремено док један пас у 4. делу није откопао његове остатке). На крају филма открива се да је сестра Хелена у ствари Аманда Кругер, по њеном надгробном споменику.
Аманда се још појављује и у 5. делу - Дете снова. Фреди ју је у свету снова вратио у живот како би га поново родила. Иако покушава да га заустави као бебу Аманда не успева и Фреди се поново враћа. У том делу се по први пут примећује Фредијев велики страх од Аманде. Кад год се она појави у неком од снова деце, Фреди побегне. Протагонисткиња из 5. дела- Алиса Џонсон открила је ко је Аманда и да треба да пронађе њен леш, јер је она остала између два света. На крају филма Алисина пријатељица Ивон проналази Амандин леш, сакривен у тајној просторији старе психијатарске болнице Хетвеј Хаус, и она одлази на онај свет одводећи Фредија са собом.
Аманда се појављује и у стрипу Фреди против Џејсона против Еша: Ратници кошмара где као дух безуспешно покушава да заустави свога сина.
Аманда се обесила 1968. исте године када је рођена и главна протагонисткиња франшизе и девојка, која је на крају убила њеног сина, Ненси Томпсон

### Нил Гордон
- Тумачио: Крејг Вoсон
- Појављивања: Страва у Улици брестова 3: Ратници снова
- Статус: Жив

Др Нил Гортон један је од протагониста филма Страва у Улици брестова 3: Ратници снова. Он је психијатар у болници Вестин Хилс и покушавао је да помогне деци из Улице брестова. То му није полазило за руком све док није упознао своју нову колегиницу Ненси Томпсон. Она му је објаснила ко је у ствари Фреди Кругер и како би деца требало да се боре против њега. По Ненсином наговору Нил је свима преписао Хипносил, опасан лек за сузбијање снова, који неки сматрају и екстремном дрогом. Због ове одлуке Нил се жестоко посвађао са својом колегиницом Елизабет Симс, која је сматрала да је то права лудост и која га је наследила након што је добио отказ. То је уследило као последица смрти Филипа, Џенифер и Џојевог пада у кому, иако се то десило пре него што су успели да набаве Хипносил. Нилу се указује дух Фредијеве покојне мајке, Аманде Кругер, која му говори да је једини начин да се Фреди уништи сахрањивање његових посмртних остатака на тлу попрсканом светом водом. Нил након тога наговара Ненсиног оца, Доналда Томпсона, да му покаже где су остаци. Када њих двојица покушају да их закопају, Фредијеве кости се споје, он устаје, убија Дона Томпсона и онесвести Нила. Када се Нил пробуди, Ненси забада Фредију његове ножеве у срце у свету снова и спречава га да се поново пребаци у стварни свет и заустави Нила. Он сахрањује остатке и Фреди нестане.
На крају филма Нил се приказује са Ненсином малезијском лутком снова, коју му је вероватно дала на растанку, јер се након тога одселила како би заборавила на све и започела нови живот.
Нил се појављује у серијалу стрипова Ноћне море у Улици брестова, као и у стрипу Фреди против Џејсона против Еша: Ратници кошмара.

### Кристин Паркер
- Тумачиле: Патриша Аркет и Тјуздеј Најт
- Појављивања: Страва у Улици брестова 3: Ратници снова, Страва у Улици брестова 4: Господар снова
- Статус: Мртва

Кристин Паркер једна је од протагонисткиња 3. и 4. дела франшизе. На самом почетку Страве у Улици брестова 3: Ратници снова приказана је Кристин како прави кућицу од картона. То је била кућа из њених снова, Улица брестова - 1428, некадашња Фредијева, а касније и Ненсина кућа. Када је мајка, Елани, натера да легне у кревет, Кристин заспива и у сну Фреди јој пресече вене. Њена мајка помисли да је Кристин сама себи пресекла вене и одводи је у психијатарску болницу Вестин Хилс. Кристин направи прави скандал и нападне једног лекара ножем када покушају да јој дају инјекцију за спавање. Она почиње да пева Фредијеву риму и када стигне до 9, 10, појави се нова докторка, специјалисткиња за снове, Ненси Томпсон, која је заврши стихом Никада више не спавај. Ненси смирује Кристин и спречава да јој дају инјекцију. Неколико дана касније Кристин поново има ноћну мору и таман када је Фреди претворен у огромну змију почео да је једе, Кристин у сан увлачи Ненси, која је такође у том тренутку спавала и појавила се у Кристинином сну. Она Фредију забада комад огледала у око и спашава Кристин. Ненси након тога помаже Кристин да увлачи и остале у своје снове, како би се заједно борили против Фредија. Када др Нил и Ненси добију отказ због Џојевог пада у кому, Кристин поново направи скандал и др Симс почиње да гађа разним предметима, због чега она наређује да јој дају седативе како би заспала. Ненси јој поново пристиже у помоћ и враћа се у Вестин Хилс, како би помогла осталима (Тарин, Кинкејду и Вилу) да се прикључе Кристин. Када Ненси успава њих троје, Кристин замисли око себе свих четворо, укључујући и Ненси, и они се појављују у њеном сну. Након тога Фреди их раздвоји у различите делове своје старе куће и Кристин поново сама у паници замисли своју мајк, Елани, да би јој помогла, али Фреди њој одсеца главу. Међутим Елани у том тренутку није спавала, тако да јој се ништа није десило. Након што убије Тарин и Вила, Фреди забија своје ножеве и Ненси у стомак, али ни она тада није спавала, тако да је преживела. Када покуша да убије Кристин, Ненси скочи на Фредија и забада му његове ножеве у срце, у том тренутку др Нил сахрањује Фредијеве посмртне остатке и Фреди нестаје. Кристин, мислећи да је Ненси мртва, обећава да ће је заувек сањати у предивном сну.
У Страви У Улици брестова 4: Господар снова Фреди се враћа, када Кинкејдов пас откопа његове остатке. Он убија Џоја и Кинкејда исте ноћи, а Кристин пада у велику депресију јер је изгубила два велика пријатеља исте вечери. Како би је смирила, њена мајка, Елани, размућује јој таблету за спавање у води, без Кристининог знања, и она заспива. Поново у страху да се сама разрачуна са Фредијем, Кристин увлачи своју другарицу, Алису, којој након што је Фреди убаци у фуруну, пребацује своју моћ, јер схвата да ће умрети. У наставку приказан је само Кристинин гроб, који јој је подигла њена мајка.
Иако се појавила у 2 дела франшизе и преживела један од њих, Кристин ниједном није имала улогу финалне девојке или главног протагонисте, јер је у 3. делу то била Ненси, а у 4. Алиса. Кристин је због своје неспособности да се сама избори са Фредијем, послала у смрт велики број својих пријатеља (међу којима је био и њен дечко Рик) увлачећи их у сан, иако њихови родитељи нису спалили Фредија, и он није могао да дође до њих.

### Тарин Вајт
- Тумачила: Џенифер Рабин
- Појављивања: Страва у Улици брестова 3: Ратници снова
- Статус: Мртва

Тарин Вајт једна је од најпознатијих Ратника снова у 3. делу франшизе. Имала је великих проблема са дрогом, али одлучна је у томе да се излечи и тај период свог живота назива давном прошлошћу. Када се представљала Ненси Томпсон као разлог због ког се налази у болници, осим ноћних мора, навела је и то што је боље него у дому за малолетнике. Иако на први поглед не делује тако, Тарин је врло саосећајна са својим пријатељима и јако је погађа када се некоме од њих догоди нешто. Често је са Вилом играла његову друштвену игрицу само да би му удовољила. Након смрти Филипа Андерсона, Тарин покушава да објасни да то није било самоубиство, већ убиство, и да га је то псето (мислећи на Фредија) убило. Ненси јој помаже да открије своју моћ у сновима. У сновима Тарин је како каже лепа и опака. Обучена је у црно и има ножеве, којима је покушала да убије Фредија.
Након што Кристин дају инјекцију за спавање, Тарин позива Ненси да дође и помогне им. Ненси успава Тарин, Вила и Кинкејда, помоћу клатна, и они покушавају да помогну Кристин. Фреди користи прилику да их раздвоји и прво напада Тарин. Она се у почетку није уплашила Фредија и напала га је својим ножевима. Када је један од њих забола у Фредија, он је схватио да неће моћи тако да изађе на крај са Тарин и своју рукавицу са ножевима заменио је шприцевима пуним хероина. Тарин се присети своје давне прошлости и уплаши се, па Фреди искористи прилику и забоде их јој у вене. Сцена се завршава вриском Тарин, која умире од предозирања.
Захваљујући свом имиџу у свету снова Тарин је убрзо постала најпознатија ратница снова и појављује се у свим стриповима, који су настали по узору на франшизу. У серијалу од 6 стрипова под називом Ноћне море у Улици брестова Тарин се појављује са осталим Ратницима снова и покушава да помогне др Нилу и заштити га од Фредија. У стрипу Фреди против Џејсона против Еша: Ратници кошмара, Џејкоб Џонсон доводи духове Ратника снова, међу којима је и Тарин и они се поново боре против Фредија.

### Вил Стентон
- Тумачио: Ира Хејден
- Појављивања: Страва у Улици брестова 3: Ратници снова
- Статус: Мртав

Вил Стентон је још један од чланова Ратника снова из трећег дела франшизе. Као и остали и он је био пацијент болнице Вестин Хилс због ноћних мора. Након пада са велике висине остао је непокретан, иако готово сви мисле да се сам бацио, за то је одговоран Фреди. И поред тога Вил је увек љубазна и ведра особа. Његова опсесија је играње друштвених игара са својим пријатељима (осталим пацијентима) и осим што у својим сновима може да хода он је и Главни Чаробњак, један од ликове из игрице коју игра. Заједно са Џојием је видео како Фреди убија Филипа и покушао је да га пробуди, али није успео. Касније је са осталима отишао да помогне Кристин, али их је Фреди све раздвојио како би лакше изашао на крај с њима. Напао је Вила столицом са бодљама али ју је он уништио својом магијом. Након тога напао је и Фредија с намером да га убије, али његова магија није деловала, па га је Фреди ухватио и забио му ножеве у срце.
Појављује се и у неким од стрипова, као и у игрици из 1989. где му је специјална способност магија. Многи сматрају да је Вил послужио као инспирација за настанак многобројних књига и филмова о Харију Потеру.

### Џој Крузел
- Тумачио: Родни Естман
- Појављивања: Страва у Улици брестова 3: Ратници снова, Страва у Улици брестова 4: Господар снова
- Статус: Мртав

Џој Крузел је седамнаестогодишњи дечак који је због стреса у једној ноћној мори с Фредијем, изгубио способност говора. Као и већина осталих ликова из 3. филма, пацијент је у болници Вестин Хилс и собу дели са Вилом Стентоном. Фреди га у једној ноћној мори нападне и он падне у кому. Спасила га је Ненси, која је успела да га ухвати пре него што га Фреди баци у велику провалију. Она му је помогла и да пронађе своју скривену моћ у сновима и тако поврати свој глас. Џој је на крају 3. филма остао жив.
У Страви у Улици брестова 4: Господар снова Фреди се враћа да убије њега, Кинкејда и Кристин. Након што убије Кинкејда, Фреди дави Џоја у његовом воденом кревету. Његов надгробни споменик је приказан нешто касније у филму поред Кинкејдовог, Кристининог и лажног Ненсиног споменика.

### Роналд Кинкејд
- Тумачио: Кен Саџерс
- Појављивања: Страва у Улици брестова 3: Ратници снова, Страва у Улици брестова 4: Господар снова
- Статус: Мртав

Роналд Кинкејд је још један од пацијената болнице Вестин Хилс. Био је познат по својој агресивности и честим препиркама с др Елизабет Симс, због чега се често налазио у тихој соби. Често је био безосећајан према осталима из групе, чак није хтео да пробуди Филипа приликом његовог месечарења у коме га је Фреди убио. Временом то се променило и заједно са Тарин и Вилом је одлучио да помогне Кристин и спасе је од Фредија. Његова моћ у сновима је огромна физичка снага. У коначном обрачуну с Фредијем на крају трећег филма, Ненси га је спасла пробовши Фредија копљем кроз срце. Један је од ликова који успевају да преживе трећи део.
Ипак Фреди се враћа по њега у Страви у Улици брестова 4: Господар снова. Када Кинкејдов пас, Џејсон, откопа Фредијев гроб, он се врати из мртвих. Кинкејд је покушао да поново уништи Фредија, гурнувши ауто на њега, али то није могло да заустави Фредија и он га убија, пробовши га три пута својом рукавицом у стомак и тако започевши свој четврти крвави пир. Последње Кинкејдове речи биле су: Видимо се у паклу. на шта му је Фреди одговорио Реци им да те је Фреди послао.
Појављује се и у серијалу стрипова, заједно са Тарин, Вилом, Џенифер и Филипом, где покушава да помогне др Нилу Гордону. Појављује се и у видео игрици из 1989. године.

### Џенифер Колфијалд
- Тумачио: Пенелопе Судроу
- Појављивања: Страва у Улици брестова 3: Ратници снова
- Статус: Мртва

Џенифер Колфијалд је још једна од пацијенткиња Вестин Хилс болнице коју у ноћним морама прогања Фреди Кругер. Њена животна жеља је да након што превазиђе све своје проблеме, постане славна глумица и буде на ТВ-у. Врло је оптимистична особа због чега је Кинкејд понекад исмева. Јако ју је потресла Филипова смрт и наредне ноћи желела је да остане будна, јер како каже не може да се бори с кошмарима, па је отишла у ТВ-собу да целу ноћ гледа интервјуе Жа Же Габор. Ипак, упркос свом покушавању да остане будна, Џенифер је заспала и Фреди јој је, да би јој бар на неки начин испунио жељу да буде на ТВ-у, гурнуо главу у ТВ-екран и тако је убио. Џенифер је нешто касније приказана на слици са Филипом, у стварима др Нила Гордона, коме су јако тешко пале њихове смрти. Пошто је Фреди убио Џенифер и Филипа, пре него што је Ненси открила тајну о моћи у сновима, њих двоје су остали једини који нису успели да је искористе. Џенифер је често помагала осталима да се споразумеју с Џоијем који је био нем. Џениферина смрт је на месту бр. 3 ранг-листе 10 најбољих убистава Фредија Кругера, коју су сачинили Watchmojo.com.
Појављује се и у серијалу стрипова, заједно са Тарин, Вилом, Кинкејдом и Филипом, где покушава да помогне др Нилу Гордону. Приказана је на покретном ТВ екрану.

### Филип Андерсон
- Тумачио: Бредли Грег
- Појављивања: Страва у Улици брестова 3: Ратници снова
- Статус: Мртав

Филип Андерсон се нашао са заједно осталима у болници Вестин Хилс зато што су га родитељи неколико пута нашли како покушава да изврши самоубиство, а у ствари је Фреди покушавао да га убије. Интересовање му је прављење марионета. Био је заједно са Кинкејдом у соби. Међу осталим пацијентима имао је надимак шетач због ходања у сну - месечарења. Био је прва Фредијева жртва у 3. филму, а његова смрт била је веома дуга и болна. На крају Фреди га је бацио са високе зграде, па је изгледало као да је извршио самоубиство. Филипова смрт је на 1. месу ранг-листе 10 најбољих убистава Фредија Кругера, коју су сачинили Watchmojo.com.. Филип се појављује и у серијалу стрипова који су уследили након филмова, у којима покушава да помогне др Нилу Гордону, заједно са Џенифер, Кинкејдом, Тарин и Вилом.